# Attenborosaurus conybeari
Attenborosaurus conybeari — довгошиїй плезіозавр із синемюра Європи. Названо на честь натураліста Девіда Аттенборо.
Викопні рештки перебували у Бристольському міському музеї (Англія). Вони атрибутувалися як Plesiosaurus conybeari. Однак їх було знищено під час Другої світової війни, але зберігся гіпсовий зліпок, придатний для подальшого вивчення. По ньому було зроблено опис Attenborosaurus conybeari.
Attenborosaurus conybeari належить до плезіозавроїдів. Череп широкий, шия досить довга. Тазостегновий пояс дуже примітивний для плезіозавру цього типу. Зубов менше, ніж в інших плезіозаврів, але вони масивніші. Викопний зразок ніс сліди шкіри у вигляді тонкої коричневої плівки. Шкіра була суцільною мембраною без луски. Але в районі тазового пояса було виявлено дрібні довгасті кістки, які могли бути шкірними пластинками.